# رو ذات الكرسي

مقارنة من اليسار : الشمس (1 R☉ أنقر لكي تراها) ، ثم بيستول النجم الأزرق (340 R☉), ثم ذات الكرسي (450 R☉), ثم منكب الجوزاء (1000 R☉) ، ثم في واي الكلب الأكبر (2100 R☉). ومن أجل المقارنة أيضا نبين مدار المشتري 23و5 وحدة فلكية) ونبتون 30 وحدة فلكية)

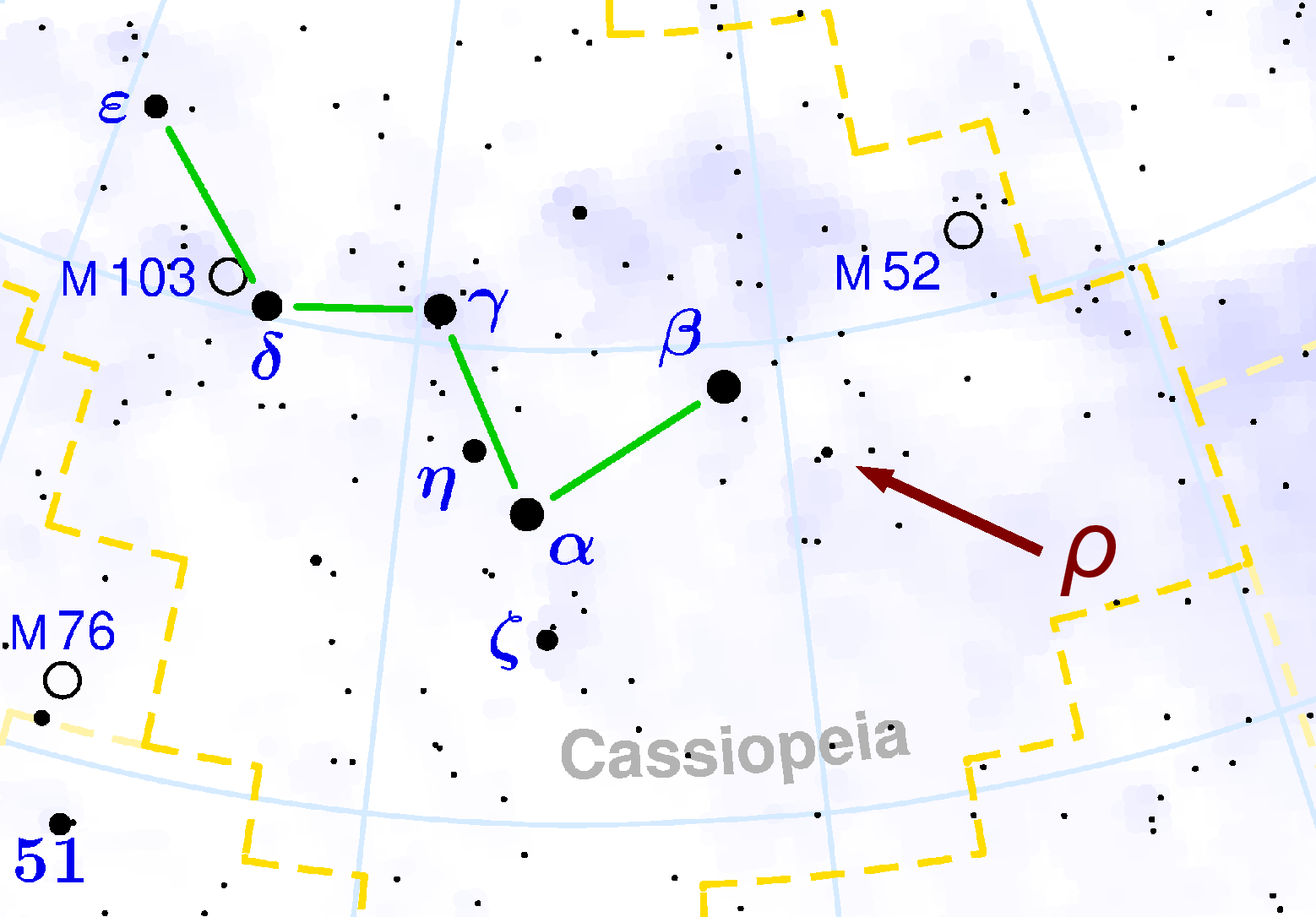
موقع رو ذات الكرسي ، أنظر السهم.

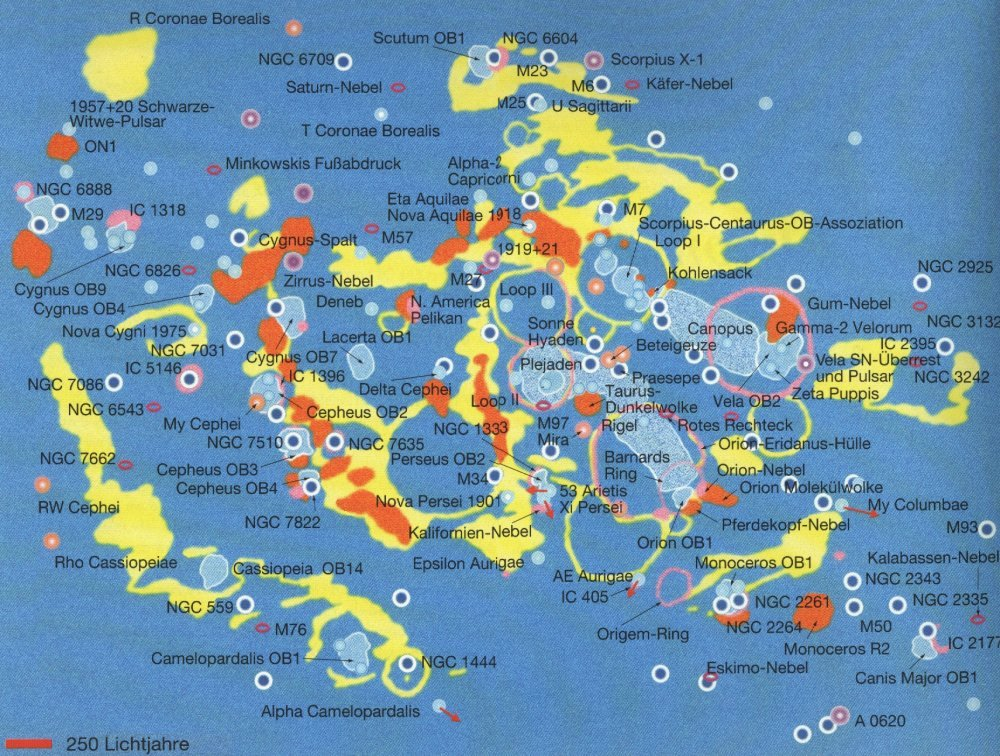
مجموعة كوكبة الملتهب ، ويُرى موقع ρ Cassiopeiae إلى اليسار.

رو ذات الكرسي في الفلك (بالإنجليزية: Rho Cassiopeiae أو ρ Cassiopeiae)‏ هو نجم أصفر مفرط العملقة ويوجد في كوكبة ذات الكرسي ويبعد عن الأرض نحو 11.650 سنة ضوئية، أي يتبع مجرتنا مجرة درب التبانة حيث يبلغ قطر المجرة نحو 100.000 سنة ضوئية.
ويمكن رؤيته بالعين المجردة من نصف الكرة الأرضية الشمالي فقط، وتبلغ إضاءته 550.000 مرة إضاءة الشمس.
يبلغ قدره المطلق -7.5، أي هو واحد من أشد النجوم إضاءةً. ويبلغ قطره أكبر 450 مرة من قطر الشمس أو 630 مليون كيلومتر. باعتباره نجمًا أصفر مفرط العملقة، فهو أحد أندر أنواع النجوم. لا يُعرف سوى بضع عشرات منها في مجرة درب التبانة، ولكنها ليست الوحيدة في كوكبتها التي تحتوي أيضًا على V509 ذات الكرسي [الإنجليزية].
ومن المؤكد أن رو ذات الكرسي نجم منفرد، (أي أنه ليس نجمًا ثنائيًا) وهو يصنف بين النجوم بأنه متغير شبه منتظم.

## مشاهدته
شاهده يوهان باير عام 1603 وسجله في فهرسه الذي نشر عام 1671 .
ويظهر رو ذات الكرسي تغيرات في ضياؤه ، ويبلغ قدره الظاهري 5و4 حاليا . وفي عام 1946 فل ضياؤه حتى وصل إلى القدر 6 وانخفضت درجة حرارة سطحه إلى 4000 كلفن قبل أن يعو إلى تألقه القديم .
وقد حدث إثارة في ضيائه عام 1893 مما يشير إلى حدوث تلك الثورات كل 50 سنة وقد حدث ذلك فعلا عام 200 -2001 حيث أصدر واحد من اشد توراته المعروفة، قام خلاله بطرد كتلة تعادل نحو 10.000 كتلة أرضية . أو نحو 3% كتلة شمسية. ورصده تلسكوب وليام هرشيل في صيف عام 2000 وتحقق من انخفاض درجة حرارة سطحه من 7000 إلى 4000 كلفن خلال مدة لا تتجاوز عد أشهر.
تلك المشاعدات ربما تشير إلى أن رو ذات الكرسي قد انفجر في صورة مستعر أعظم أو ربما سوف ينفجر قريبا حيث أنه قد استهلك كل وقوده النووي . و مع اعتبار أن ثورات هذا النجم كانت تحدث بنفس المعدل الذي شاهدناه حديثا فيمكن القول بأن النجم قد فقد نحو 20 كتلة شمسية عير مدة 10.000 سنة.

## صفاته
- كتلته : 40 كتلة شمسية
- بعده عن الأرض: 11.650 سنة ضوئية
- طيف فئة: F8–K5 Ia0pe
- نجم شبه متغير
- نصف القطر: 450 نصف قطر شمسي
- قدر ظاهري:4.1 إلى 6.2[12]
- قدر مطلق:-7.48
- الضياء :~550.000 ضياء شمسي
- معدنية (فلك) (حديد/هيدروجين) : 110 % (بالمقارنة بالشمس)
- درجة حرارة سطحه: 6.000 ± 200 كلفن
- دوران حول محوره : 29 كيلومتر في الثانية
- عمره:

## وصلات خارجية
- Rho Cassiopeiae fact sheet
- David Darling site
- Big and Giant Stars: Rho Cassiopeiae

- موقع الكون في الإنترنت.